# 周达观
周达观（约1266年-?），字草庭，号草庭逸民，漢族，南人，元朝浙江温州永嘉人，通曉高棉語或其他語言。在元朝政府擔任事務官，曾出使真臘國並短期居留吳哥城一年。
由于他在《元史》中无传，故后人对其生平所知不多。

## 生平
周達觀在生時正值元灭南宋之際。當時元朝正攻伐占城和安南，并入侵真腊（高棉帝国），但因受地理及气候所阻，并未成功。因此，元廷改用威迫方法，遣使说服真腊及邻近小国自动归附，所以他便成为使节团团员。但其能随行之原因不详，不过估计他曾到过南洋，或曾当派驻温州管理对外贸易的官员，甚至通其语言。
元贞2年（1296年）2月，使节团离开明州，同月于温州港放洋，并于3月15日抵占城。其后因逆风及值内河水道浅水期，故延至7月才抵真腊国都吴哥城。他们并非因交涉或谈判拖延了时间，而是要待翌年西南季风起及大湖水涨才能回航，所以于吴哥逗留约1年。大德元年6月才起程回国，并于8月12日抵宁波，是次旅程历时一年半。
他回国后便著《真腊风土记》，详细记载当地都城王室与风土人情、行程及所取途径，甚有地理学之纪录价值。而此书最迟于元武宗至大4年才完成。全文约8500字，包括介绍篇， 共分为41个章节。19世纪， 该书被译成法德英等多种文字。但直到1970年代， 才有柬埔寨学者将其翻译成高棉文。

### 影響
在10至13世纪之真腊，正值文明最灿烂的时代，称为「吴哥时代」。但及后沦为暹罗国土，故《元史‧外国传》中没有此地之记载。因此，《真腊风土记》可补《元史》的阙佚，也是13世纪元对其交通贸易之重要史料。柬埔寨之上古史多限于传说，这也是依赖中国史书的记载而流传。自东汉以来，中国国势渐向南伸展，对中南半岛渐有认识。如三国吴时朱应、康泰往扶南、林邑宣国威，及后着《扶南异物志》、《扶南记》等，是有关真腊之最早记载，但早已散失。宋代《岭外代答》、《诸蕃志》和元代《岛夷志略》均有专章叙述真腊，但真腊风土记则以全书详细记录当地风俗、山川形势、人民生活。因此，对认识其古代历史具有无可代替的参考价值。
此外，由于当地气候湿暖，文物易于腐朽，加上战乱频仍，国土变迁不定。除出土碑文外，文字记录甚少，文物亦易于散失。因此，此书提供了其古地理数据，还补正史之不足，也作为其与中国交往的历史见证。
他曾访问真腊国都吴哥城，后其被暹罗侵扰，柬埔寨迁都金边，吴哥终沦为废墟，无人知其存在。19世纪初，此书被欧人莱慕莎译成法文后，使人兴起寻找废墟之念，从而影响不少欧人东来，加速东西文化交流。再者，他对其地地理有颇详尽的观察。如《总序》记从宁波至占城的路线，对所经港口、水路、城市、里程均详尽记载。这加强了中外交通往来联系，并且扩大国人的地理知识。
历代更替，国人多流寓外地。他的出使，为元代移居真腊华侨之情况提供详实的数据。而且此书对当地的语言、风俗及贸易记载甚详，这对两地的经济文化交流，实有相当的影响及参考价值。
昔日欧人所写之书籍中，有误谓浮稻乃19世纪时传入东南亚，或说洋人为当地贫民培植的。但根据此书所载，浮稻早于他诏喻真腊时已遍布当地。因此，此书纠正不少历史上的错误记载，可见影响之深远。
真腊风土记传入法国后， 直接导致了法国人于1860年代在密林中发现吴哥窟。